# Premio Internacional Maya

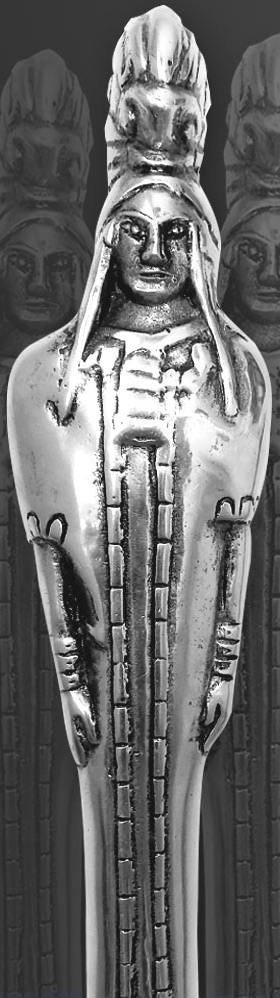
Estatuilla del Premio Internacional Maya

El Premio Internacional Maya es un galardón que se otorga a servidores públicos de México e Iberoamérica.
La primera ocasión en la cual se hizo entrega del Premio Internacional Maya tuvo lugar el 1 de enero del año 2012, siendo otorgado por la asociación civil, Instituto Mejores Gobernantes. La estatuilla que se entrega a los ganadores de dicho premio, es moldeada por la diseñadora de modas internacional Gala Limón Archivado el 14 de agosto de 2016 en Wayback Machine. quien resalta el orgullo de la cultura maya en el modelado del galardón.

## Origen del Premio Internacional Maya
El Premio Internacional Maya, lo otorga el Instituto Mejores Gobernantes y el presidente de la asociación Galo Limón a Presidentes Municipales, Diputados, Síndicos, Secretarios de Ayuntamiento, Regidores, Tesoreros, Directores de Obra Pública e Institutos de Turismo y de la Mujer, por su contribución al desarrollo de México e Iberoamérica. Se somete a los nominados a un proceso de evaluación y dependiendo de las métricas obtenidas es cuando la Comisión de Evaluación y Selección emite o no la Carta Declaratoria de Ganador.
El premio y la sociedad civil organizada reconocen la labor de las administraciones de municipios, provincias, departamentos, distritos y cantones a lo largo de Iberoamérica. En el marco de las ceremonias de entrega del premio, los ganadores reciben capacitación en el Seminario Internacional Gobierno de Resultados.

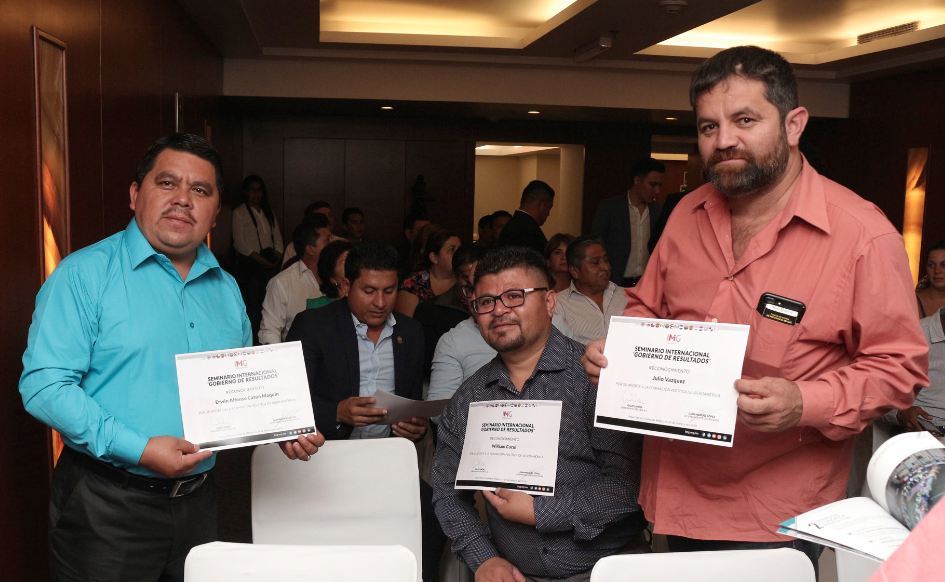
Seminario Gobierno de Resultados, Capacitación del Premio Internacional Maya

## Algunos ganadores
En la lista de los ganadores de ediciones anteriores del Premio Internacional Maya se ha otorgado el galardón a la diputada Miriam Saldaña en el 2015, al presidente de la Fundación para la Democracia Internacional Guillermo Whpei, como “modelo ejemplar de fomento a la Democracia y los Derechos Humanos” en 2016; al presidente municipal de la Ciudad de Victoria de Durango, José Ramón Enríquez Herrera en 2018; a la intendenta Mónica Fein, de Rosario, Argentina; al Intendente de Formosa en Argentina, el Ing. Jorge Jofré en el mes de febrero del 2018 debido a sus acciones de gobierno y la percepción popular durante su administración. En el mes de abril de 2018, Leopoldo Eugenio Crivelli recibió el galardón por su gestión en la alcaldía de Choloma, Honduras. De igual forma, lo ha recibido en el mismo año de 2018, el alcalde municipal de Naranjo, Costa Rica, Juan Luis Chaves Vargas.